# 荻ノ島村
荻ノ島村（おぎのしまむら）は、かつて新潟県刈羽郡にあった村。

## 沿革
- 1889年（明治22年）4月1日 - 町村制施行に伴い刈羽郡荻ノ島村が村制施行し、荻ノ島村が発足。
- 1901年（明治34年）11月1日 - 刈羽郡岡田村、岡野町村、高尾村、漆島村、門出村、栃ヶ原村、山中村と合併し、高柳村となり消滅。